# Sonic Boom (TV-serie)
Sonic Boom är en fransk-amerikansk animerad TV-serie, producerad av Sega of America, Inc. och baserad på Sonicserien från Sega. Serien är den första Sonic-TV-serien att använda CGI-tekniken, och den första sådana att produceras i HD.
Att TV-serien var på gång meddelades första gången i oktober 2013.

### Fotnoter
1. ↑  ”Sonic Boom (Working Title) – A New Animated Series Coming Fall 2014”. Sega. 2 oktober 2013. Arkiverad från originalet den 5 september 2015. https://web.archive.org/web/20150905185122/http://blogs.sega.com/2013/10/02/sonic-boom-working-title-a-new-animated-series-coming-fall-2014/. Läst 15 december 2014.